# Dan Lungren
Daniel Edward Lungren dit Dan Lundgren, né le 22 septembre 1946 à Long Beach (Californie), est un homme politique américain membre du Parti républicain.
Élu à la Chambre des représentants des États-Unis pour du 3e district congressionnel de Californie, situé au sud-est de Sacramento, de 2005 à 2013, Lungren est précédemment représentant fédéral de 1979 à 1989 et procureur général de Californie de 1991 à 1999.

## Biographie
Dan Lungren obtient un diplôme d'anglais à l'université Notre-Dame. À l'occasion de la campagne présidentielle de 1968, il prend la présidence des Jeunes pour Nixon en Californie Il commence ensuite des études de droit à l'université de Californie du Sud avant de les conclure à l'université de Georgetown. Durant son séjour à Georgetown, il travaille pour les sénateurs George Murphy et Bill Brock.
Il retourne ensuite à Long Beach où il travaille dans un cabinet juridique avant de se présenter pour la première fois au Congrès, sans succès, en 1976.

### Représentant fédéral
Lungren est élu membre de la Chambre des représentants en 1979 pour le district couvrant Long Beach avant de changer de circonscription pour les législatives de 1982. Il siège au Congrès, jusqu'en 1989, est proche de Newt Gingrich et se fait remarquer par son action prônant la condamnation des employeurs utilisant des immigrés illégaux comme main d'œuvre. À ce titre, c'est l'un des acteurs majeurs de la réforme de l'immigration de 1986.

### Procureur général de Californie
Lungren renonce à son poste à la Chambre des représentants à la suite de l'élection de George Deukmejian au poste de gouverneur de Californie. Ce dernier le nomme trésorier de l'État, mais cette décision n'est pas confirmée par le Congrès de Californie.
Lungren prend sa revanche en 1990 en se faisant élire procureur général de Californie, poste qu'il occupe de 1991 à 1999. Il fait adopter la Megan's Law, législation permettant aux Californiens de savoir si un délinquant sexuel réside à proximité de leur lieu d'habitation.
Finalement, il est le candidat républicain pour le poste de gouverneur de Californie en 1998 face à Gray Davis. Ce dernier l'emporte avec 57,9 % des suffrages après lui avoir reproché, dans l'exercice de ses fonctions de procureur général, de ne pas avoir renforcé les lois restreignant l'usage des armes à feu et d'avoir attendu le dernier moment pour participer aux actions judiciaires à l'encontre de l'industrie du tabac.

### Retour au Congrès
Après s'être retiré pendant quelques années de la vie politique, Lungren se fait réélire à la Chambre des représentants en 2005. Il explique alors sa volonté d'être à nouveau membre de l'assemblée à la suite des attentats du 11 septembre 2001.
Lungren est l'un des principaux acteurs de l'adoption en 2006 d'une loi organisant le renforcement de la sécurité portuaire à la suite du scandale provoqué par la prise de contrôle de plusieurs ports américains par la société DP World basée à Dubaï.
En 2008, il se présente, sans succès, face à John Boehner pour le poste de chef de la minorité républicain. Il est battu en 2012 par le démocrate Ami Bera et se retire définitivement de la vie publique. De 2011 à son départ de la Chambre, il est par ailleurs président du House Administration Committee, comité régulant l'institution.

## Vie privée
Lungren est marié à Bobbi Lungren est a trois enfants (Jeff, Kelly et Kathleen) et cinq petits-enfants.